# 倫敦消防隊
伦敦消防队（London Fire Brigade）是英国首都伦敦的消防和救援服务机构。它是根据1865年大都会消防队法案成立的。
除救火外，倫敦消防隊还負責应对道路交通事故、洪水、电梯停运和其他事故。它还負責災害管理并进行消防安全检查和教育。它不提供救护车服务，不過所有倫敦消防隊的消防员都接受过急救培训，并且所有消防车都携带急救设备。自2016年以来，倫敦消防隊已在一些危及生命的医疗紧急情况場合（例如心脏骤停或呼吸骤停）提供急救。 